# Clube de Regatas do Flamengo
Clube de Regatas do Flamengo (oftest omtalt som Flamengo, Mengo, O mais querido (Den mest elskede) eller Mengão (store Mengo)) er en brasiliansk fodboldklub.  
Klubben har ca. 40 millioner fans, hvoraf langt størstedelen er fra Brasilien og er dermed den klub i verden med flest fans i deres eget land.  
Flamengos legender tæller store stjerner som Zico, Junior, Romario, Junior Bahiano, Julio Cesar, Petkovic, Savio, Adriano og Ronaldinho samt nutidens stjerner Filipe Luis, Diego, Diego Alves, Gabigol, Arrascaeta, Bruno Henrique og Everton Ribeiro m.fl. Af nyere stortalenter fra klubben kan fremhæves Paqueta, Vinicius Jr. og Muniz.    
Flamengos største internationale bedrifter skete i 1981, da klubben vandt Copa Libertadores og efterfølgende den uofficielle VM-kamp mod Liverpool. Samme turnering genvandt klubben i 2019 med en finalesejr på 2-1 i de døende minutter mod argentinske River Plate. Ved det efterfølgende klub-VM slog klubben Al Hilal 3-1, men tabte derefter 1-0 til Liverpool.    
I nyere tid er klubbens største nationale resultater det brasilianske mesterskab i 2009, 2019 og 2020.    

## Historie

### Om klubben
Flamengo blev grundlagt den 17. november 1895 som en roklub af José Agostinho Pereira da Cunha, Mário Spindola, Nestor de Barros, Augusto Lopes, José Félix da Cunha Meneses og Felisberto Laport.
Mændene mødtes på Café Lamas i Flamengo (en bydel i Rio de Janeiro) og besluttede at danne en roklub, da roning var en eliteidræt i Rio de Janeiro i slutningen af det 19. århundrede. De unge mænd håbede, at roklubben kunne øge deres popularitet hos det bedre borgerskab, såvel som hos den kvindelige del af befolkningen.
De unge mænd havde dog kun råd til en gammel båd med navnet 'Pherusa', som dog skulle genopbygges helt, før den kunne bruges i konkurrencer. Holdet debuterede den 6. oktober 1895, da de sejlede ud fra Ponto da Caju til Praia do Flamengo. Men en kraftig vind kæntrede båden, og roerne var lige ved at drukne. Men gruppen var villig til at bjerge båden og genopbygge den. Da den næsten var klargjort, blev den stjålet og aldrig set igen. Men entusiasmen og gåpåmodet for at stifte en roklub var ikke forsvundet.
De unge besluttede sig hurtigt for at købe en anden båd, og på den måde skrev George Lenzinger, José Agostinho, José Félix og Felisberto Laport sig ind i historien.  De fik indsamlet penge og købte båden 'Etoile' af Lucian Gray. Båden blev omdøbt 'Scyra' og fik den registreret i Union de Canotiers.
Den 17. november 1895 blev Flamengo grundlagt. Det skete hos Nestor de Barros, hvor både 'Pherusa' og 'Scyra' blev opbevaret. Samtidig blev roklubbens første bestyrelse valgt: Domingos Marques de Azevedo som formand, Francisco lim Lucci som næstformand, Nestor de Barros som sekretær og Felisberto Cardoso Laport som kasserer.
Følgende personer blev også betegnet som stiftende medlemmer: Jose Agostinho Pereira da Cunha, Napoleon Coelho de Oliveira, Mário Spíndola, José Maria Leitão da Cunha, Carlos Sardin, Sardine Eduardo, Jose Felix da Cunha Menezes, Emygdio José Barbosa (eller Emygdio Pereira eller Edmundo Rodrigues Pereira - der er ikke helt klarhed over de to navne) Mauricio Rodrigues Pereira, Desiderius Guimarães, George Leuzinger, Augusto Lopes da Silveira, João de Almeida og José Augusto Lustosa Chalréo. De sidste tre var ikke til stede, men dokumenterne blev underskrevet, og nogle dage senere var klubben en realitet.
På mødet blev det aftalt, at den officielle dato ville være den 15. november, der samtidig er national helligdag i Brasilien.
Klubbens officielle farver var blå og gul i brede vandrette striber.